# Longacre Theatre
Le Longacre Theatre est un théâtre de Broadway construit en 1913 et situé au 220 West 48th Street sur Broadway, dans le Midtown de Manhattan, à New York (États-Unis).

## Histoire
Conçu par l'architecte Henry Beaumont Herts en 1912, le théâtre a été nommé d'après Longacre Square, le nom d'origine de Times Square. Le bâtiment néoclassique français a été construit par l'imprésario Harry Frazee, mieux connu comme le propriétaire des Red Sox de Boston qui, ayant besoin d'argent pour ses projets théâtraux, a vendu le contrat de Babe Ruth aux Yankees de New York. Une malédiction aurait persisté sur le théâtre en conséquence, et il fut un temps où les producteurs superstitieux l'évitaient de peur qu'ils ne soutiennent un flop, comme l'a noté William Goldman dans son livre The Season: A Candid Look at Broadway. Malgré la rumeur, un grand nombre d'artistes qui sont apparus sur scène ici ont remporté un Tony Award pour leurs performances. 
Le premier spectacle du Longacre était une production de la comédie William Hurlbut – Frances Whitehouse Are You a Crook? Êtes-vous un escroc ?, dont la première a eu lieu le 1er mai 1913. À l'exception de son utilisation comme studio de radio et de télévision du milieu des années 1940 au début des années 1950, le théâtre a fonctionné comme un théâtre de Broadway. 
En 2019, le premier mariage connu de Broadway sur scène s'est produit au Longacre ; c'était un mariage entre deux femmes, et c'était aussi le premier mariage homosexuel sur scène de Broadway. 

## Productions notables
- 1913 : Adele
- 1914 : A Pair of Sixes
- 1916 : Nothing But the Truth
- 1917 : Leave It to Jane
- 1919 : Adam and Eva
- 1921 : Thank You
- 1923 : Little Jessie James
- 1925 : The Butter and Egg Man
- 1927 : The Command to Love
- 1930 : Overture
- 1930 : Ritzy
- 1935 : Waiting for Lefty
- 1955 : The Lark
- 1961 : Rhinocéros
- 1966 : Mark Twain Tonight!
- 1975 : The Ritz
- 1976 : The Belle of Amherst

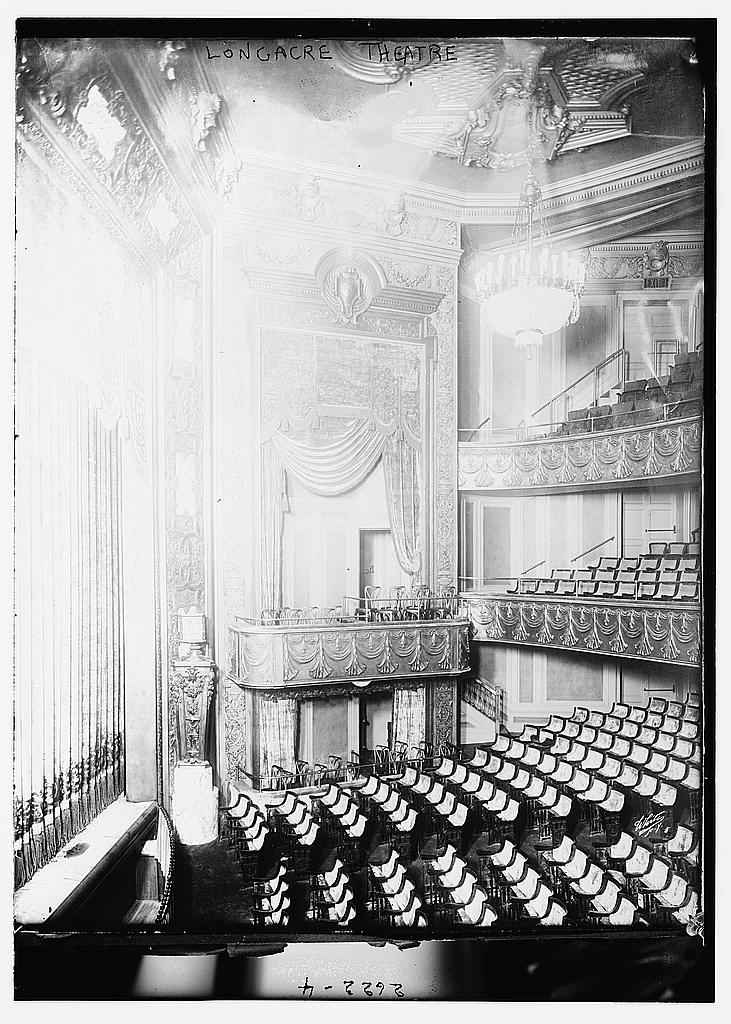
Auditorium du Longacre Theatre dans les années 1910.

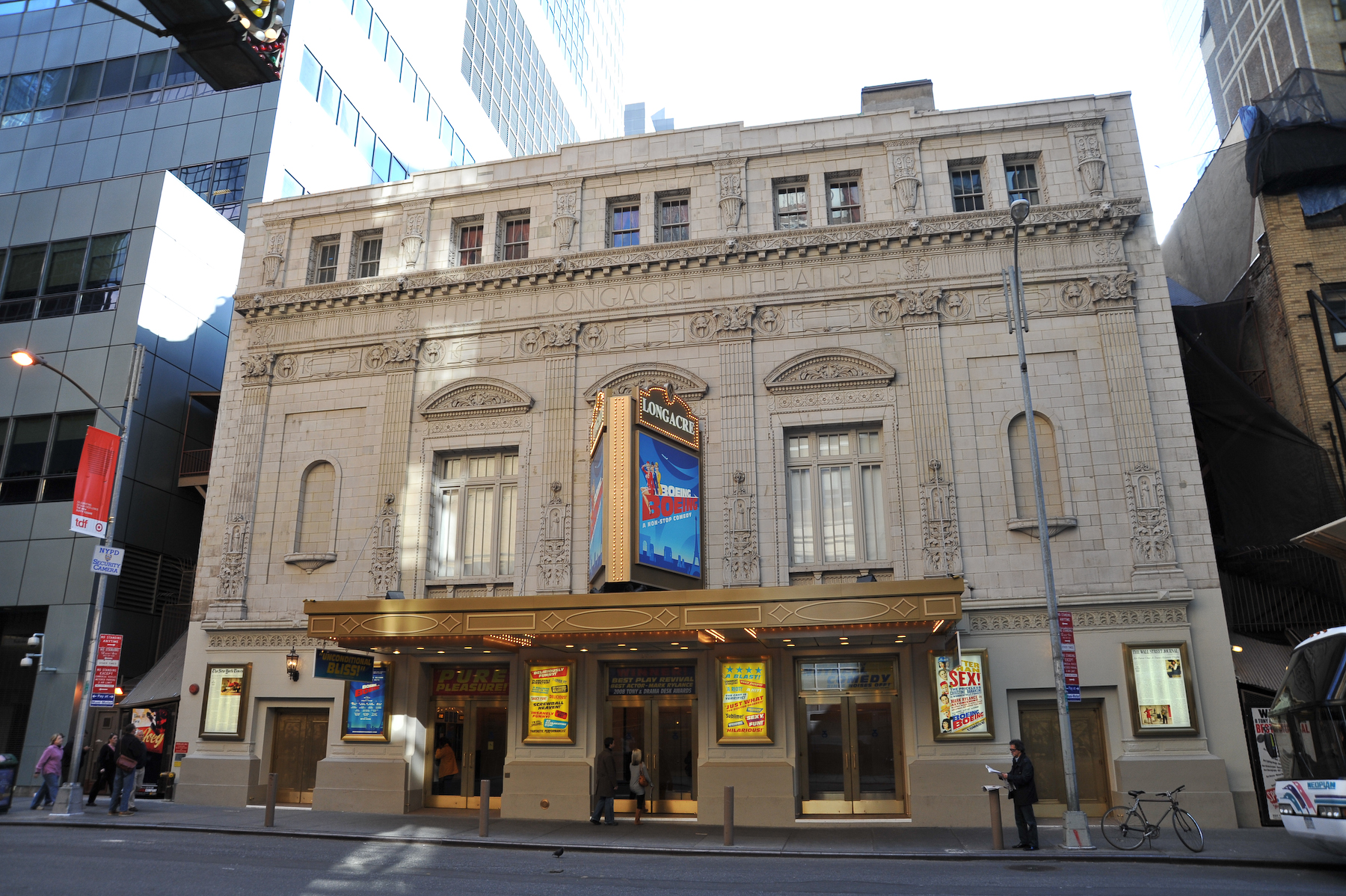
Boeing Boeing, à l'affiche en 2008.

- 1977 : The Basic Training of Pavlo Hummel
- 1978 : Ain't Misbehavin'
- 1980 : Children of a Lesser God
- 1985 : A Day in the Death of Joe Egg
- 1994 : Medea
- 1997 : The Young Man from Atlanta
- 2001 : Judgment at Nuremberg ; A Thousand Clowns
- 2002 : Def Poetry Jam
- 2005 : Who's Afraid of Virginia Woolf?
- 2006 : WELL
- 2007 : Talk Radio
- 2008 : Boeing Boeing
- 2009 : Burn the Floor
- 2010 : La Cage aux folles
- 2011 : Chinglish
- 2012 : Magic/Bird, The Performers
- 2013 : First Date
- 2014 : Of Mice and Men
- 2014 : You Can't Take It with You
- 2015 : Living on Love
- 2015 : Allegiance
- 2016 : A Bronx Tale
- 2018 : The Prom
- 2019 : The Lightning Thief
- 2020 : Diana[2]